# Břidličná
Břidličná (dřívější český název Frýdlant nad Moravicí, německy Friedland an der Mohra) je město ležící v okrese Bruntál, východně od Rýmařova. Žije zde přibližně 2 900 obyvatel.

## Název
Město Břidličná se dříve jmenovalo Frýdlant nad Moravicí (1869 Fridland, 1880–1890 Frídlant nad Moravicí, 1900 Frýdlant nad Moravicí, 1910 Fridland nad Moravicí, 1921–1950 Frýdlant nad Moravicí), německy Friedland an der Mohra.

## Historie
První písemné zmínky o osadě Skalka (520 m n. m.), snad umístěné na území dnešní Břidličné se objevily roku 1320. Od roku 1490 se vesnice objevuje v soupisech sovineckého panství pod názvem Frýdlant (německy Friedland). V třicátých letech 20. století, kdy měl Frýdlant 1 654 obyvatel, koupila místní přádelnu lnu firma Franke & Scholz, která ji přebudovala na válcovnu hliníkových plechů. Později z této firmy vznikl podnik Kovohutě Břidličná později přejmenovaný na HZB a nejnověji Al Invest Břidličná, a. s.
Dne 4. května 1950 je Frýdlant nad Moravicí přejmenován na Břidličnou, 28. září 1973 byl Břidličné navrácen status města.
Břidličná má ve znaku hlavu andělíčka (serafína) s překříženými křídly a pod nimi překřížený mlátek s želízkem, želízko vespod a vpravo.

## Části obce
- Břidličná
- Albrechtice u Rýmařova
- Vajglov

V letech 1961–1990 k městu patřila i Velká Štáhle.
Seznam ulic v Břidličné:
1. máje; 
Bruntálská; 
Dlouhá ( dříve Gottwaldova); 
Fojtství; 
Hřbitovní; 
Chalupnická; 
Jesenická; 
K lomu; 
Komenského; 
Krátká; 
Květinová; 
Lesy; 
Luční; 
Na Kopečku; 
Na Lánech; 
Na Poličce; 
Na Vyhlídce; 
Nábřežní; 
Nádražní; 
náměstí Svobody; 
Nerudova; 
Okružní; 
Osvobození; 
Pivovarská; 
Polní; 
Rýmařovská; 
Slunečná; 
Sokolovská (dříve její část 28. února); 
Školní; 
Šternberská; 
Tovární; 
U hřiště; 
Zahradní

## Doprava
Městem prochází silnice II/370 a železniční trať Valšov–Rýmařov se zastávkami Břidličná, Břidličná zastávka a Břidličná lesy. Město je zaintegrováno v systémech ODIS a Esko.

## Vývoj počtu obyvatel
Počet obyvatel celého města Břidličná podle sčítání nebo jiných úředních záznamů:
| Rok            | 1869 | 1880 | 1890 | 1900 | 1910 | 1921 | 1930 | 1950 | 1961 | 1970 | 1980 | 1991 | 2001 |
| -------------- | ---- | ---- | ---- | ---- | ---- | ---- | ---- | ---- | ---- | ---- | ---- | ---- | ---- |
| Počet obyvatel | 2571 | 2313 | 2114 | 2153 | 2260 | 2027 | 2167 | 1932 | 2520 | 3368 | 3698 | 4013 | 3811 |

V celém městě Břidličná je evidováno 535 adres: 533 čísel popisných (trvalé objekty) a 2 čísla evidenční (dočasné či rekreační objekty). Při sčítání lidu roku 2001 zde bylo napočteno 449 domů, z toho 396 trvale obydlených.
Počet obyvatel samotné Břidličné podle sčítání nebo jiných úředních záznamů:
| Rok            | 1869 | 1880 | 1890 | 1900 | 1910 | 1921 | 1930 | 1950 | 1961 | 1970 | 1980 | 1991 | 2001 |
| -------------- | ---- | ---- | ---- | ---- | ---- | ---- | ---- | ---- | ---- | ---- | ---- | ---- | ---- |
| Počet obyvatel | 1836 | 1661 | 1495 | 1583 | 1742 | 1529 | 1654 | 1633 | 2183 | 3101 | 3454 | 3755 | 3517 |

V samotné Břidličné je evidováno 443 adres: 441 čísel popisných (trvalé objekty) a 2 čísla evidenční (dočasné či rekreační objekty). Při sčítání lidu roku 2001 zde bylo napočteno 371 domů, z toho 341 trvale obydlených.

## Spolky a organizace
- Klub biatlonu Břidličná
- SDH Břidličná
- Římskokatolická farnost Břidličná
- Starokatolická filiální obec Břidličná
- Sportovní střelecký klub Břidličná
- TJ Břidličná

## Pamětihodnosti
- Kostel Tří králů – renesanční stavba z roku 1577 je kulturní památkou ČR.[11]
- Venkovský dům čp. 72 představuje lidovou architekturu jesenického typu, je kulturní památkou ČR.[12]
- Socha sv. Jana Nepomuckého stojí na náměstí Svobody, je kulturní památkou ČR.[13]

## Rodáci
- Albín Heinrich, mineralog